# Tossal Bovinar
El Tossal Bovinar  és una muntanya de 2.842 metres que es troba entre el municipi de Lles de Cerdanya, a la comarca de la Baixa Cerdanya, i la parròquia andorrana d'Escaldes-Engordany.
Aquest cim està inclòs al llistat dels 100 cims de la FEEC